# Lysegrund
Lysegrund este o arie protejată (arie specială de conservare — SAC, sit de importanță comunitară — SCI) din Danemarca întinsă pe o suprafață de 3.158 ha, integral marine.

## Localizare
Centrul sitului Lysegrund este situat la coordonatele 0°N 0°E / 0°N 0°E.

## Înființare
Situl Lysegrund a fost declarat sit de importanță comunitară în august 2002 pentru a proteja 1 specie de animale. Situl a fost protejat și ca arie specială de conservare în decembrie 2011.

## Biodiversitate
Situată în ecoregiunile continentală și marină Atlantică, aria protejată conține 2 habitate naturale: Bancuri de nisip acoperite în permanență slab de apă marină, Recifuri.
La baza desemnării sitului se află o specie protejată de  mamifere: marsuin (Phocoena phocoena).